# Kl (program)
KL – program komputerowy, przeznaczony do rozwiązywania i analizy zagadnień związanych z ustalonym przepływem ciepła w obszarze płaskim, przez złożone przegrody budowlane, z uwzględnieniem mostków termicznych.

## Powstanie aplikacji
Program został opracowany przez dr. inż. Grzegorza Woźniaka z Zakładu Badań Ogniowych Instytutu Techniki Budowlanej. Aplikacja wykorzystuje do obliczeń program DOT (Determination Of Temperatures) autorstwa E. L. Wilson, R. M. Polnik z Uniwersytetu Berkeley (1976 r., język Fortran) i zmodyfikowany oraz dostosowany, przez A. Borowskiego (1987–1992 r.) z Instytutu Techniki Budowlanej do komputerów klasy PC.
Aplikacja została napisana w języku Turbo Pascal for Windows 1.5.

## Wymagania
Program ma następujące wymagania:
- komputer klasy PC z procesorem 286 lub nowszym,
- dysk twardy 40 MB lub większy (pakiet zajmuje 1 MB dysku),
- pamięć operacyjna min. 2 MB,
- karta graficzna EGA/VGA lub Herkules,
- system operacyjny: Windows 3.1.

## Przeznaczenie programu
Jak podano wyżej program pozwana prowadzić obliczenia i analizę przepływu ciepła dla płaskiego pola temperatur, przy wykorzystaniu metody elementów skończonych. Umożliwia uwzględnianie wpływu mostków termicznych występujących w przegrodach budowlanych. Zapewniona jest przy tym zgodność z polską normą PN-91/B-02020 „Ochrona cieplna budynków. Wymagania i obliczenia.”